# Margaret Wertheim

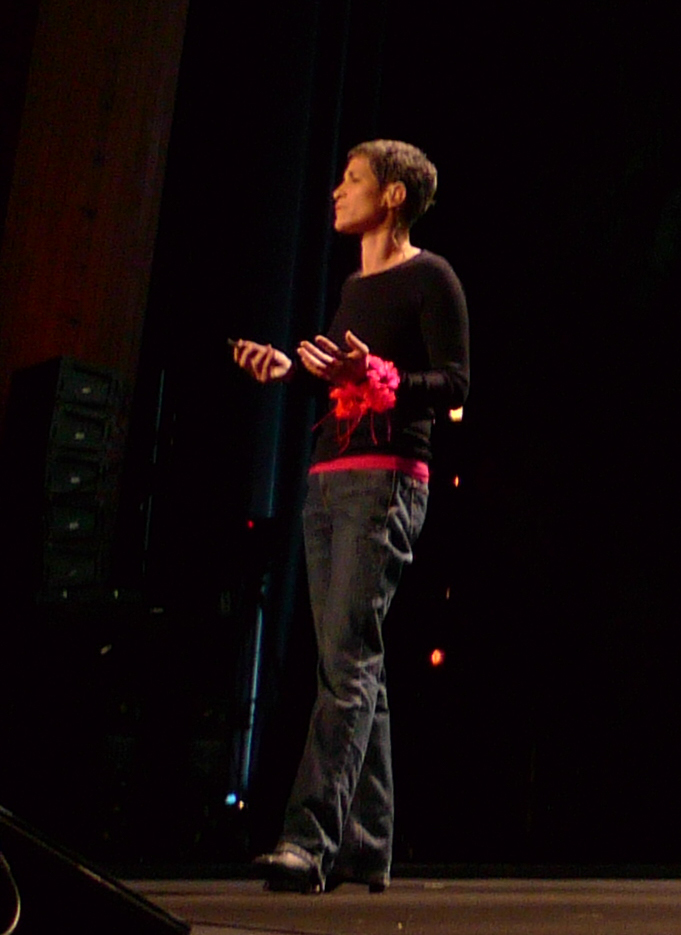
Margaret Wertheim (2009)

Margaret Wertheim, född 1958 i Brisbane, är en australiensisk författare och vetenskapsjournalist, verksam i USA, som skriver böcker, artiklar i tidningar och tidskrifter, samt gör program i radio och tv. Wertheim har universitetsexamina i fysik och matematik.
Hon berättar om hur hennes fascination för matematik och naturvetenskap började i tioårsåldern då hon fick insikten att varenda cirkel innehåller det magiska talet  pi.
Vänner som läst Stephen Hawkings succebok A Brief History of Time (på svenska Kosmos - en kort historik ), men inte kom längre än till första kapitlet, uppmanade Margaret att skriva en bok om vår fysiska värld som "vanligt folk" kunde begripa.
Hon började samla fakta för den önskade boken, den skulle berätta om hur fysiken och matematiken kommit att beskriva och förklara vår värld. När hon samlade historiska perspektiv blev hon varse bristen på kvinnor i fysikhistorien. Redan Pythagoras för 2500 år sedan hade ett hemligt sällskap, där kvinnor inte fick tillträde, som utforskade talens egenskaper och deras möjliga samband med gudomliga makter.
Det fick henne att starta på nytt och disponera om boken för att få med rikligt med beskrivningar om hur kvinnor inte fått fullt tillträde till matematiken och fysiken. Där finns ett informellt "prästerskap" (liknande det som förekommer i religiösa organisationer), som ser till att kvinnor inte släpps fram. Och hon inleder förstaupplagans förord med deklarationen: "This is not the book I originally intended to write".
Boken kom ut 1995 och heter  Pythagoras' Trousers: God, Physics, and the Gender Wars. Den följdes av en paperback-upplaga 1997, med ett förord som bland annat beskriver förstaupplagans mottagande. 
En andra bok 1999 berättar om människans uppfattning om rymden och rummet The Pearly Gates of Cyberspace: A History of Space from Dante to the Internet.

## 6 artiklar om/av Margaret Wertheim
- Om Pythagoras-boken
- Artikel om kvinnor och vetenskaplig matematik ur The New York Times
- Quantum Mysticism - The fuzzy embrace of science and religion
- Space, spirit and self  tankar om rymden och människan
- En recension av Pythagoras-boken av Tracy Rysavy, associate editor hos tidskriften  en:YES!_Magazine
- Listen to a TED presentation by Margaret Wertheim on the Beautiful Math of Coral.